# BLACK MAFIA 絆
『BLACK MAFIA 絆』（ブラックマフィア きずな）は、金澤克次監督による日本のオリジナルビデオである。遠藤憲一主演。2008年（平成20年）発売の正編、および、2009年（平成21年）発売の完結編の全2作。販売はGPミュージアムソフト。

## キャスト

### 『BLACK MAFIA 絆』『BLACK MAFIA 絆 完結編』2作共通
- 遠藤憲一 - 龍田組若頭 シンジョウ功一
- 曽根悠多 - 田中孝之（帝都大付属中学校教諭）
- 渋谷琴乃 - ミワ（医師）
- 藤井玲奈 - 龍田組組長の娘
- 木村圭作 - 龍田組組員
- 大和啄也 - 龍田組組員
- 川本淳市 - 関西鬼神会幹部
- 小沢和義 - 龍田組若頭補佐 宮田
- 哀川翔 - 松村組若頭 当麻

### 『BLACK MAFIA 絆』のみ
- 堀田眞三 - 龍田組組長

### 『BLACK MAFIA 絆 完結編』のみ
- 松田優 - 松村会幹部
- 下元史朗 - 関西鬼神会会長 奥川一雄
- 志賀勝 - 福島会七代目会長 福島則正
- 小沢和義 - 麻薬撲滅評議会 本部長 宮田
- 曽根晴美 - 関東八代連合総長 松村会会長 松村圭祐

## スタッフ（『BLACK MAFIA 絆』『BLACK MAFIA 絆 完結編』2作共通）
- 監督：金澤克次
- 製作：小林正人
- 監修：曽根晴美
- プロデューサー：山地曻(アトリエ羅夢)、宮武孝至
- 脚本：ますもとたくや(JVC)
- 音楽：野島健太郎
- 撮影：三好和宏(J・S・C)
- 照明：野田友行
- 美術：橋本千春
- 録音：武市英生、永口靖
- 編集：稲川実希
- 衣裳：宮田弘子
- ヘアメイク：岩井裕一、篠宮春美
- スチール：大崎正浩
- 助監督：村田啓一郎
- ガンエフェクト：岩井裕一、遠藤大介
- 擬斗：中瀬博文
- 整音：岩丸恒
- 効果：瀬谷満
- MA・編集スタジオ：Cinema Sound Works
- 衣裳協力：BBCO
- 制作協力：アトリエ羅夢
- 製作：GPミュージアムソフト

## DVD
- BLACK MAFIA 絆：2008年12月25日発売
- BLACK MAFIA 絆 完結編：2009年2月25日発売